# Ramil Hasan
Ramil Hasan est un homme politique azerbaïdjanais, membre de VIe législature de l'Assemblée nationale d'Azerbaïdjan.

## Biographie
Ramil Hasan est né le 23 septembre 1978 à Kapan. Il est diplômé de l'Université d'État de Bakou. Il parle anglais et russe.
Ramil Hasan est membre de la commission de la jeunesse et des sports de l'Assemblée nationale et de la commission des relations internationales et interparlementaires. Il est membre de groupes de travail sur les relations avec les parlements d'Espagne, d'Italie, du Qatar, de Moldavie, d'Ouzbékistan, de Roumanie, de Turquie et du Japon.